# Шимонова криниця
Шимонова криниця — гідрологічна пам'ятка природи місцевого значення. Об'єкт розташований на території Звенигородського району Черкаської області, село Шендерівка.
Площа — 0,5 га, статус отриманий у 2000 році.
Охороняється стародавня криниця. Вода з високими смаковими якостями.